# COUNTDOWN CONNECTIONS
COUNTDOWN CONNECTIONS（カウントダウン コネクションズ）は、首都圏のラジオ局・FM-FUJIで2001年4月から2010年3月まで毎週土曜日に生放送されていたワイド番組である。

## 概要
2001年4月7日より毎週土曜日午前10時～午後4時のデイタイムの枠で放送。番組では主に最新の音楽チャート、トレンド、車、バイク情報などを紹介。もちろんゲストコーナーもあり、多彩である。
番組DJは、開始当初より、前番組「LET'S SWING SATURDAY」よりあいざわ元気、そして日曜日の「SUPER FREAK SUNDAY」末期を担当していた井坂綾のコンビが一貫担当してきた。
2007年3月31日の放送をもってあいざわ元気が降板し、男性DJが丸山周に交代。トークもあいざわ時代からやや一変した形となる。さらに2008年4月には女性DJも井坂綾から阿部ひろに交代する。
2009年10月改編では放送終了時間が14:53に繰り上げとなった。
そして、2010年3月27日の放送をもって9年の歴史に幕を下ろすとともに、翌週4月3日より新番組『SUPER HITS TOP40』（10:00-12:54、DJ：ARCHE）へバトンタッチされる。

## 放送時間
- 毎週土曜日 
  - 2001年4月7日～2009年9月26日 - 10:00～15:53（353分）
  - 2009年10月3日～2010年3月27日 - 10:00～14:53（293分）

## パーソナリティー
男性
- あいざわ元気 - 2001年4月7日～2007年3月31日
- 丸山周 - 2007年4月7日～2010年3月27日

女性
- 井坂綾 - 2001年4月7日～2008年3月29日
- 阿部ひろ - 2008年4月5日～2010年3月27日

## タイムテーブル
（2010年3月時点）
- 10:00～　オープニング（提供：富士急ハイランド）

スポーツコーナー
富士急リポート - 富士急ハイランド内のアトラクション等をFM-FUJIアナウンサーの針谷衣織里が録音リポート形式で紹介していくコーナー。後継番組のSUPER HITS TOP40でも引き続き放送されたが、2010年5月29日放送分をもって終了。
- 11:00～

ミュージック -
- 12:00～

アルバムカウントダウン - 毎週、東京・山梨の新星堂1店舗をピックアップして、アルバムTOP10を紹介、電話を繋いで新星堂店員にアルバムチャート動向と店舗の情報告知等を紹介していく。※ラザウォーク甲斐双葉店は除外されている。
- 13:00～

フィーチャリング・アーティスト - アーティストをゲストに迎える。
- 14:00～

カレーコネクション - ジュニア・カレーマイスターの資格を持つ丸山周がカレーに関する情報・実験等を紹介する。

## 関連番組など
過去の土曜デイタイム枠
- SUNSHINE BREEZE（～1999年3月）
- LET'S SWING SATURADAY（1999年4月～2001年3月）前番組。あいざわ元気がDJを担当していた。

過去のカウントダウン番組
- 20'S 20 J-POP COUNTDOWN（1992年4月～1994年3月）
- J-POP40（1994年4月～1996年3月）
- HITS&HITS WEEKLY COUNTDOWN（1998年4月～1999年3月）
- J-TOP40（1996年3月～2000年9月）あいざわ元気がDJを担当していた。
- COUNTDOWN GET 40（2000年10月～2001年3月）

本番組DJがかつて出演していた、または現在している番組
- SATURDAY BREAK UP（1993年4月～1996年3月）土曜夕方枠。あいざわ元気が担当していた。
- J-HITS POWER STATION（1999年4月～2008年3月）平日夜枠。井坂綾、丸山周が出演していた。
- SUPER FREAK SUNDAY（～2001年3月）日曜昼枠。末期に井坂綾が出演していた。
- RADIO Veep（1999年4月～2001年3月）金曜夜時代に井坂綾が出演していた。
- PUMP UP RADIO（2009年4月～）平日夕方枠。阿部ひろが番組スタート時の2009年4月～2010年9月の火曜DJを担当していた。

本番組終了後
- SUPER HITS TOP40 - 次番組。2010年4月3日放送開始、土曜日10:00-12:54。